# 一志町
一志町（いちしちょう）は、かつて三重県一志郡にあった町。2006年（平成18年）1月1日に旧・津市など10市町村で合併して新・津市となり、一志町は廃止された。合併後は津市一志町となった。

## 地理
三重県中勢地方の内陸部にあった。町域の約53%を山林が占めていた。

### 地勢
- 河川：雲出川、波瀬川
- 山：矢頭山

## 歴史
- 1955年（昭和30年）1月15日 - 大井村・波瀬村・川合村・高岡村が合併して一志町が発足。
- 1955年（昭和30年）4月5日 - 大字須ヶ瀬・其村の各一部を久居町に編入。
- 2006年（平成18年）1月1日 - 津市・久居市・安芸郡河芸町・芸濃町・美里村・安濃町・一志郡香良洲町・白山町・美杉村と合併し、改めて津市が発足。同日一志町廃止。

## 行政
- 町長：前山禮三

## 経済

### 特産品
- 一志米
- 一志イチゴ
- 一志ジネンジョ
- 関西風きりたんぽ「伝兵衛」
- ベビースターラーメン（おやつカンパニー）

## 教育
中学校
- 一志町立一志中学校

小学校
- 一志町立一志西小学校（高岡小学校・波瀬小学校・大井小学校が合併）
- 一志町立一志東小学校（川合小学校）

## 交通

### 鉄道
- 近畿日本鉄道
  - 大阪線：川合高岡駅 - 伊勢石橋駅
- 東海旅客鉄道
  - 名松線：伊勢八太駅 - 一志駅 - 井関駅 - 伊勢大井駅

### 路線バス
- 三重交通

### 道路
一般国道
- 該当なし

三重県道
| - 主要地方道 - 15号久居美杉線 - 43号一志美杉線 - 58号松阪一志美杉線 - 67号一志嬉野線 | - 一般県道 - 503号一志出家線 - 549号石橋停車場線 - 580号白山小津線 - 661号二本木一志線 - 666号八知下多気一志線 |

## 名所・旧跡・観光スポット・祭事・催事

### 名所・旧跡
- 誕生寺
- 延命寺
- 青巌寺
- 安楽寺
- 矢頭の大杉

### 観光スポット
- 矢頭中宮公園
- 大仰の桜
- とことめの里一志・一志温泉やすらぎの湯

### 祭事・催事
- 波氏神社春祭り（4月）
- 祇園さん（波氏神社）（7月）

### 娯楽施設
- 一志劇場 - 映画館。1960年頃の一志郡には一志劇場のほかに、久居東映劇場（久居町）、太陽文化劇場（久居町）、太陽劇場（久居町）、香良州座（香良州町）、共栄座（白山町）があった[注 1]。

## 出身有名人
- 吉田沙保里 - レスリング選手。
- 山崎三四造 - 歴史学者。専門は縄文時代。
- 岩出玲亜 - 陸上競技選手。専門はマラソン[2]。